# Leonhard Burckhardt
Leonhard Alexander Burckhardt (* 4. Juni 1953 in Basel) ist ein Schweizer Historiker und Politiker (SP).

## Leben
Leonhard Burckhardt, Sohn des Architekten Martin Burckhardt, wuchs in Basel auf, wo er 1972 am Humanistischen Gymnasium die Matur absolvierte. Danach studierte er an den Universitäten Basel und Bern Alte Geschichte, Neuere Geschichte und Volkswirtschaftslehre. 1980 schloss er das Studium mit dem Lizenziat ab. Im gleichen Jahr wurde er Assistent am Seminar für Alte Geschichte der Universität Bern, im Jahr darauf bis 1984 und nochmals von 1986 bis Ende April 1992 Assistent am Seminar für Alte Geschichte der Universität Basel. 1986 wurde Burckhardt bei Jürgen von Ungern-Sternberg mit einer Arbeit zum Thema Politische Strategien der Optimaten in der späten römischen Republik promoviert. 1993 folgte ebenfalls an der Philosophisch-Historischen Fakultät der Universität Basel die Habilitation mit der Arbeit Bürger und Soldaten. Aspekte der politischen und militärischen Rolle athenischer Bürger im Kriegswesen des 4. Jahrhunderts v. Chr. Seitdem hatte Burckhardt mehrere Lehraufträge an den Universitäten Basel, Bern, Zürich, Freiburg i. Br. und Freiburg i. Ü. inne. 1999 wurde ihm von der Universität Basel der Titel eines Titularprofessors verliehen. Von 2002 bis 2005 war er am Forschungsprojekt Archaische Gesetzgebung im Vergleich: Israel, Griechenland, Rom des Schweizerischen Nationalfonds beteiligt. Zudem arbeitet er seit 1993 an der Edition der Werke seines entfernten Verwandten Jacob Burckhardt, Neuedition der Griechischen Culturgeschichte (bis 2012) und Erstpublikation von Jacob Burckhardts Vorlesungen Alte Geschichte, Römische Geschichte und Geschichte der römischen Kaiserzeit, mit. Zu seinen weiteren Forschungsschwerpunkten gehören die Militärgeschichte der griechischen Antike, die frühe Gesetzlichkeit und Gesetzgebung, die Geschichte des Judentums in der Zeit der griechisch-römischen Antike sowie die Geschichte der attischen Demokratie im 4. Jahrhundert v. Chr. und die Geschichte der späten römischen Republik.
Politik
Politisch aktiv wurde Burckhardt 1979 mit dem Beitritt zur SP, was in Basel eher unüblich ist für einen Angehörigen der Familie Burckhardt, einer der Altbasler Grossfamilien des «Daig», der politisch traditionell der LDP nahesteht, einer Partei, der auch Leonhard Burckhardts Vater Martin angehörte. 1992 wurde Burckhardt in den Grossen Rat gewählt, dem er bis 2005 angehörte und im Amtsjahr 2003/04 vorstand. Seit 2005 ist er im Bürgerrat, den er im Amtsjahr 2021/22 präsidiert. Von 2013 bis 2019 gehörte er wieder dem Grossen Rat an. Burckhardt ist in Basel heimatberechtigt.
Burckhardt ist verheiratet und hat zwei Töchter.

## Schriften (Auswahl)
- Politische Strategien der Optimaten in der späten römischen Republik. (= Historia Einzelschriften, Band 57), Franz Steiner Verlag, Wiesbaden 1988, ISBN 3-515-05098-1 [Dissertation Basel 1985].
- Bürger und Soldaten. Aspekte der politischen und militärischen Rolle athenischer Bürger im Kriegswesen des 4. Jahrhunderts v. Chr. (= Historia Einzelschriften, Band 101), Franz Steiner Verlag, Stuttgart 1996, ISBN 3-515-06832-5 [Habilitationsschrift, Basel 1993].
- Militärgeschichte der Antike. (= Beck'sche Reihe/C. H. Beck Wissen 2447), Verlag C. H. Beck, München 2008, ISBN 3-406-56247-7 [2. Auflage 2016, ISBN 978-3-406-56247-1].

Herausgeberschaften
- mit Jürgen von Ungern-Sternberg: Große Prozesse im antiken Athen. C. H. Beck, München 2000, ISBN 3-406-46613-3.
- mit Hans-Joachim Gehrke: Jacob Burckhardt und die Griechen. Vorträge einer internationalen Fachkonferenz in Freiburg i. Br., 1. bis 5. September 2004 (= Beiträge zu Jacob Burckhardt, Band 6), Schwabe / C. H. Beck, Basel/München 2006, ISBN 3-7965-2211-4.
- mit Klaus Seybold und Jürgen von Ungern-Sternberg: Gesetzgebung in antiken Gesellschaften. Israel, Griechenland, Rom (= Beiträge zur Altertumskunde, Band 247). de Gruyter, Berlin-New York 2007, ISBN 3-11-019482-1.
- Jacob Burckhardt: Griechische Culturgeschichte. Schwabe/Beck, Basel/München, 4 Bände:
  - Band 1: Die Griechen und ihr Mythus. Die Polis (= Jacob Burckhardt Werke. Kritische Gesamtausgabe Band 19), 2002, ISBN 3-406-48231-7.
    - italienische Ausgabe: Storia della civiltà greca. Vol. 1: I Greci e il loro mito - la polis. Bollati Boringhieri, Turin 2010, ISBN 978-88-339-1883-9.

  - Band 2: Die Metamorphosen. Die Griechen und ihre Götter. Der griechische Heroencultus. Erkundung der Zukunft. Zur Gesammtbilanz des griechischen Lebens (= Jacob Burckhardt Werke. Kritische Gesamtausgabe Band 20), 2005, ISBN 3-406-53640-9.
  - Band 3: Die Kunst. Die Poesie. Zur Philosophie und Wissenschaft (= Jacob Burckhardt Werke. Kritische Gesamtausgabe Band 21), 2002, ISBN 3-406-48232-5.
  - Band 4: Der hellenische Mensch in seiner zeitlichen Entwicklung (= Jacob Burckhardt Werke. Kritische Gesamtausgabe Band 22), 2012, ISBN 978-3-406-56367-6.
- mit Lucas Burkart, Jan Loop, Rolf A. Stucky: Johann Ludwig Burkhardt – Sheikh Ibrahim. Entdeckungen im Orient um 1800 – Discoveries in the Orient around 1800 (= Beiträge zur Basler Geschichte). Christoph Merian Verlag, Basel 2019, ISBN 978-3-85616-890-2 [deutsch und englisch].
- mit Michael Speidel: Militärgeschichte der griechisch-römischen Antike. Lexikon (= Der Neue Pauly). Supplementband 12, J. B. Metzler, Stuttgart 2020, ISBN 978-3-476-02471-8.